# Barmstedt
Barmstedt là một thị trấn thuộc huyện Pinneberg, bang Schleswig-Holstein, Đức.